# Роуън (окръг, Северна Каролина)
Окръг Роуън (на английски: Rowan County) е окръг в щата Северна Каролина, Съединени американски щати. Площта му е 1357 km², а населението – 139 933 души (2016). Административен център е град Солсбъри.